# Bulbophyllum angusteovatum
Bulbophyllum angusteovatum är en orkidéart som beskrevs av Gunnar Seidenfaden. Bulbophyllum angusteovatum ingår i släktet Bulbophyllum och familjen orkidéer.
Artens utbredningsområde är Thailand. Inga underarter finns listade i Catalogue of Life.